# غابرييل دبيا
غابرييل دبيا (بالإيطالية: Gabriele Debbia)‏ هو متسابق دراجات نارية إيطالي. نافس في سباقات بطولة العالم لفئة 250 سي سي ولفئة 125 سي سي ولفئة 50 سي سي.

## روابط خارجية
- غابرييل دبيا على موقع MotoGP.com (الإنجليزية)